# 皮斯瓦伊
皮斯瓦伊（西班牙語：Pixvae），是巴拿馬的城鎮。
该镇位於該國中西部，由貝拉瓜斯省的拉斯帕爾馬斯區負責管轄，面積79.2平方公里，海拔高度22米，2010年人口820，人口密度每平方公里10.4人。